# Norbury Manor
 Coordenadas : em formato dms os graus devem ser positivos

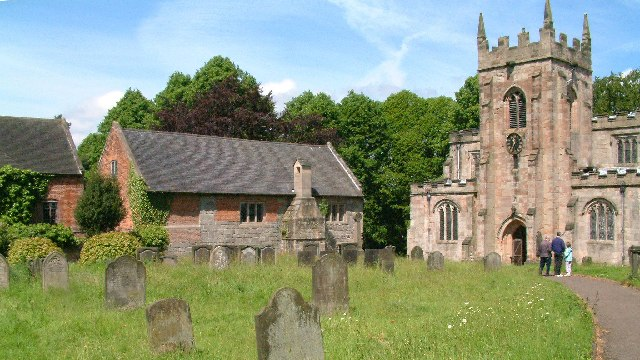
Norbury Manor, vista parcial do Norbury Hall e da igreja.

O Norbury Manor é um palácio rural inglês constituído por um solar do século XV, em Estilo Isabelino, e por um edifício medieval em pedra do século XIII, Norbury Hall, conhecido como The Old Manor ("O Solar Velho"). Situa-se em Norbury, próximo de Ashbourne, no Derbyshire. É um listed building classificado com o Grau I.

## História

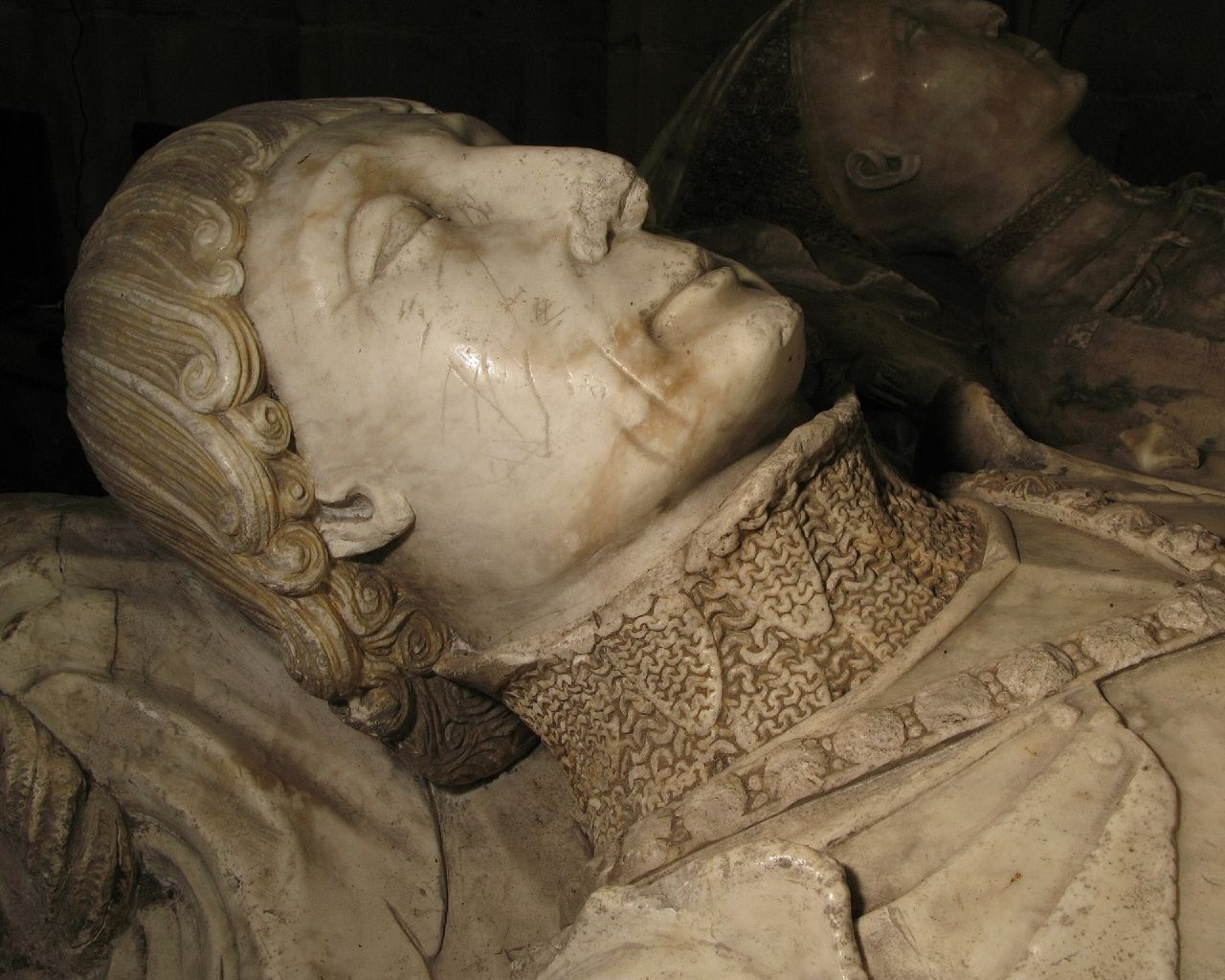
Memorial em alabastro de Ralph Fitzherbert (falecido em 1483), presente na igreja.

A herdade pertenceu à família Fitzherbert a partir do século XII e o solar foi construído por William Fitzherbert em meados do século XIII e está notavelmente bem preservado. O Old Manor destaca-se pelos seus elementos arquitectónicos, incluindo um raro king post (poste vertical apoiado numa trave horizontal, destinado a suportar o tecto), uma lareira medieval uma porta da era Tudor e alguns vidros flamengos do século XVII.
A adjacente casa Tudor foi construída por Ralph Fitzherbert em meados do século XV e reconstruída por volta de 1680, embora mantenha muitos dos seus elementos originais.
Os jardins que acompanham o palácio incluem um jardim de ervas disposto num parterre.
O palácio foi severamente danificado pelas forças Parlamentaristas durante a Guerra Civil Inglesa e, depois da morte de Sir John Fitzherbert, em 1649, estava num estado ruinoso e caiu no abandono. Nesse mesmo ano, a propriedade passou para um primo de Sir John, William Fitzherbert, proprietário do Swynnerton Hall, no Staffordshire, o qual reconstruiu a parte Tudor do edifício por volta de 1680.
Os Fitzherberts venderam a propriedade em 1881. O palácio pertence ao National Trust desde 1987, mas está arrendado e aberto ao público nas manhãs de sexta-feira e nas tarde de sábado durante o verão.
Ramos mais jovens da família Fitzherbert têm sedes no Tissington Hall e no Somersal Herbert Hall.